# 阿波市立土成中学校
阿波市立土成中学校（あわしりつ どなりちゅうがっこう）は、徳島県阿波市土成町吉田字一本松の二にある公立中学校。

## 沿革
- 1962年 - 土成町立土成中学校が設立。
- 2005年 - 町村合併により、阿波市立土成中学校となる。

## 校歌
- 作詞: 三木武夫
- 作曲: 古賀政男

## 関連学校
- 阿波市立土成小学校
- 阿波市立御所小学校

## 通学区域が隣接している学校
- 阿波市立市場中学校
- 吉野川市立鴨島第一中学校
- 阿波市立吉野中学校
- 上板町立上板中学校
- 香川県東かがわ市立引田中学校
- 香川県東かがわ市立白鳥小中学校